# Carabanchel
Carabanchel är ett distrikt i sydvästra delen av Madrid, Spanien.

## Översikt
Området var scenen för våldsamma strider under spanska inbördeskriget – speciellt under november 1936, under slaget om Madrid, när nationalisternas trupper försökte slå sig in i området. Ovana vid gatustrider led de stora förluster. Under resten av belägringen av Madrid, gick frontlinjen genom Carabanchels gator, fram tills Republiken Madrid föll i mars 1939.
Carabanchel var platsen för Spaniens mest kända fängelse (Carabanchelfängelset), som rymde många politiska fångar under Francotiden. Fängelset stängdes 1998.
Carabanchel är bland de mest diversifierade grannskapen i landet, med en stor befolkning av immigranter, främst från Nordafrika men också från Sydamerika och Östeuropa, lika väl som infödda spanjorer.

## Geografi

### Indelning
Distriktet delas administrativt in i sju stadsdelar (barrios):
- Abrantes
- Buenavista
- Comillas
- Opañel
- Puerta Bonita
- San Isidro
- Vista Alegre